# Pilotensuizid
Ein Pilotensuizid ist ein Suizid, bei dem ein Pilot gezielt einen Flugunfall herbeiführt, um sich selbst zu töten. Die meisten Suizide wurden mit kleineren Flugzeugen der allgemeinen Luftfahrt durchgeführt, es sind aber auch Fälle bekannt, bei denen besetzte Passagiermaschinen absichtlich zum Absturz gebracht und dadurch Flugreisende getötet wurden. Solche Fälle werden mitunter auch als erweiterter Suizid oder Mitnahmesuizid bezeichnet oder, in Analogie zum Amoklauf auch Amokflug. Daneben gab es im Zweiten Weltkrieg die japanischen Kamikaze-Flieger, die ihr Leben bewusst in einem Angriff opferten, siehe Shimpū Tokkōtai.

## Hintergrund
Suizidales Verhalten eines Piloten während des Fluges kann außer dem beabsichtigten Tod der eigenen Person noch schwere Personen- und Sachschäden verursachen. Sowohl Flugzeug und Fluggäste und Besatzungsmitglieder als auch Personen, Gebäude und andere Dinge am Boden können betroffen sein. Der Wunsch nach einer Selbsttötung, kann durch psychische bzw. neurologische bedingte Erkrankungen verursacht sein, wie Depressionen oder Demenzen, oder auch Persönlichkeitsstörungen, die mit einem extremen Maß an Empathielosigkeit einhergehen, wie Narzissmus. Bei einigen Pilotensuiziden wurde entsprechend das Streben nach einem „großen Abgang“ als Tatmotiv diskutiert.

## Abgrenzung
Suizide können von Terroranschlägen durch die Zielsetzung des Handelnden abgegrenzt werden. Bei Terroranschlägen soll ein höheres politisches Ziel erreicht werden, während bei einem Suizid der Betroffene in eine subjektiv ausweglose Situation gerät und aus dieser heraus handelt. Beide werden in der offiziellen Kategorisierung von Flugunfällen in der Kategorie Security Related (deutsch: Sicherheitsrelevantes Ereignis) geführt.

## Statistik
In einer Untersuchung des Civil Aerospace Medical Institute in Oklahoma im Februar 2014 wurde festgestellt, dass in den USA im Zeitraum von 2003 bis 2012 insgesamt 8 von 2758 Flugunfällen der Allgemeinen Luftfahrt mit Todesopfern durch Pilotensuizid verursacht wurden. Dies entspricht einem Anteil von 0,29 %. Die in dieser Untersuchung angegebene Häufigkeit von Pilotensuiziden ist vermutlich niedriger als der tatsächliche Wert, da in der Untersuchung ein Flugunfall nur dann als Pilotensuizid klassifiziert wurde, wenn schlüssige Hinweise wie Abschiedsbriefe oder entsprechende Äußerungen des Piloten vorlagen. Unklare Flugunfälle, bei denen jedoch ein Pilotensuizid als eine der möglichen Ursachen vermutet wurde, wurden nicht erfasst. Die Piloten waren männlich, im Durchschnitt 46 Jahre alt (die meisten waren im Alter zwischen 26 und 58 Jahren). Vier von acht Piloten waren alkoholisiert, zwei von acht Piloten nahmen Antidepressiva (SSRI). Fünf von acht hatten ihre Suizidabsicht zuvor mitgeteilt. Zwei waren Privatpiloten und sechs der acht Piloten waren Berufspiloten, einer davon noch in Ausbildung. Die meisten flogen einmotorige Propellermaschinen. In den Jahren 1993 bis 2003 lag der Anteil der Pilotensuizide an Flugunfällen der allgemeinen Luftfahrt mit Todesfolge bei 0,44 % (16 von 3648), in den Jahren 1979 bis 1989 war der Anteil 0,17 % (10 von 5929). Statistische Daten für die Jahre 1990 bis 1992 liegen nicht vor.
In der kommerziellen Luftfahrt gab es zwischen 1980 und 2020 neun Flugunfälle, die zumindest mutmaßlich auf Pilotensuizid zurückgeführt werden:
- 9. Februar 1982: Japan-Air-Lines-Flug 350
- 21. August 1994: Royal-Air-Maroc-Flug 630
- 19. Dezember 1997: Silk-Air-Flug 185
- 11. Oktober 1999: Air-Botswana-Flugunfall 1999
- 31. Oktober 1999: Egypt-Air-Flug 990
- 29. November 2013: Linhas-Aéreas-de-Moçambique-Flug 470
- 24. März 2015: Germanwings-Flug 9525
- 10. August 2018: Entwendung und Absturz einer De Havilland DHC-8-400 der Horizon Air
- 23. März 2019: Diebstahl und Absturz einer Beechcraft King Air B200 im März 2019

Teilweise sind im Zusammenhang mit den Absturztheorien Kontroversen entstanden, da nationale Flugunfallermittler der Suizid-These widersprachen.
Nur im ersten der neun Fälle überlebten der Pilot sowie weitere Insassen der Maschine. In lediglich drei Fällen war der Pilot auch der einzige Insasse der Maschine, womit alle übrigen Fälle den Charakter eines erweiterten Suizids haben. Diese sechs beteiligten Piloten verursachten den Tod von insgesamt 562 Passagieren.
In Zusammenhang mit dem ungeklärten Verschwinden des Flugzeugs beim Malaysia-Airlines-Flug 370 gehen zahlreiche Luftfahrtexperten auch von einem Pilotensuizid als Ursache aus. Begründet wird dies mit der gesicherten Erkenntnis, dass die Umstände des Verschwindens der Maschine auf absichtvolles Handeln sowie umfassende Kenntnisse im Bereich der Flugzeugführung verweisen („Rogue-Pilot-Theory“), über die nur ein Pilot verfügen kann.

## Ähnliche Unfälle
Ein Controlled flight into terrain (‚kontrollierter Flug ins Gelände‘) hat ähnliche Auswirkungen wie ein Suizid, wird aber nicht vorsätzlich geflogen.